# Halesa glauca
Halesa glauca là một loài bướm đêm trong họ Geometridae.